# Pierfrancesco de Médici
No confundir con Pierfrancesco de Lorenzo de Medici, conocido como El Viejo, abuelo del personaje descrito a continuación.
Pierfrancesco de Lorenzo de Médici conocido como El Joven o El Popolano para distinguirlo de su abuelo del mismo nombre, (Florencia, 1487-Cafaggiolo, 1525), miembro de la familia Médici primo de Lorenzo el Magnífico.

## Biografía
Hijo de Lorenzo de Pierfrancesco de Médici (conocido como Lorenzo el Popular) y de Semiramide Appiano. A diferencia de su padre, no se dedicó a la vida política, con excepción de una ocasión en la que fue enviado como Embajador ante el Papado.
Se casó en 1511 con María Soderini y tuvo los siguientes hijos:
- Laudomia, c. 1510-1558, hija natural, casada con Alamanno Salviati, y en segundas nupcias con Piero Strozzi;
- Lorenzo, 1514-1548, conocido como Lorenzino, fue ejecutado por asesinar al duque Alejandro de Médici;
- Juliano, 1520-1588, Arzobispo de Albi;
- Magdalena, ?-1583, casada con Roberto Strozzi.